# Списак интернет протокола

## Апликациони протоколи:

### Слој 7 ОСИ модела ()
- HTTP
-
- FTP
-
- DNS
-
- DHCP
-
- POP3	(енгл.  verzija 3)
- SMTP
-
- Telnet(енгл. Terminal emulation protocol)
-
-
-
- Jabber, XMPP (енгл. Extensible Messaging and Presence Protocol)

### Слој 5 ОСИ модела ()
-
-
-
- (енгл.  (X.225, ISO 8327))
- NetBIOS (енгл. Network Basic Input Output System)
- PAP
-
-
- SSH

## Транспортни протоколи:

### Слој 4 ОСИ модела ()
- TCP
- UDP

- CUDP
-
- FCP
-
-
-
- SST

## Међумрежни протоколи:

### Слој 3 ОСИ модела ()
- IPv4 	(енгл.  verzija 4)
- IPv6 	(енгл.  verzija 6)
- IPSec
- ARP
- RARP
-
- ICMP 
-

- IGP
- EGP
- IGRP
- EIGRP
- IS-IS
- OSPF
- RIP, RIPv2 (енгл. Routing Information Protocol)
- BGP 

## Протоколи приступа мрежи:

### Слој 2 ОСИ модела ()
- Ethernet
- Token Ring (енгл. Token ring)
- CDP
- HDLC
- Frame Relay (енгл. Frame Relay)
- MPLS
- PPP
- NDP
- STP
- VTP

### Слој 1 ОСИ модела ()
- ADSL
- ISDN

## Скуппротокола
имају другачију слојевиту хијерархију. 

Протоколи на подпадају под слојеве OSI модела.
- AARP
- ADSP
- AEP
-
- ASDSP (енгл. AppleTalk Safe Data Stream Protocol)
- ASP
- ATP
- AURP
-
-
- ELAP
-
-
-
-
-
-
-
- ZIP